# لوسي برمان
لوسي برمان (بالإنجليزية: Lucy Burman)‏ هي كاتِبة أمريكية، ولدت في 21 سبتمبر 1922، وتوفيت في 7 يناير 2004 بسبب سكتة.